# Olga Pfeifer
Olga Pfeifer (verheiratete Olga Steigerwald; * 13. September 1973 in Ajdarly) ist eine ehemalige deutsche Basketballspielerin.

## Leben
Die im kasachischen Ajdarly geborene Innenspielerin (1,89 Meter groß) lief in der Damen-Basketball-Bundesliga für Wolfenbüttel, Bochum und DJK Aschaffenburg auf. In der Saison 1999/2000 trat sie in Aschaffenburg wegen ausstehender Gehaltszahlungen in einen Streik und wurde anschließend beurlaubt.
In Österreich spielte sie für Almliesl Wels. In der Saison 2000/01 stand sie beim französischen Erstligisten Calais unter Vertrag. 2001 wechselte sie zum Klub Saint-Servais (späterer Name: BCSS Namur) nach Belgien. Pfeifer gewann sowohl in Österreich als auch in Belgien jeweils den nationalen Meistertitel und den Pokalwettbewerb.
Während ihrer Basketballkarriere gebar sie zwei Kinder. Ab 2003 spielte Pfeifer für die BG Rentrop Bonn in der Bundesliga. Dort spielte sie bis zum Ende der Saison 2003/04.
Nach dem Ende ihrer Leistungssportkarriere blieb sie dem Basketballsport verbunden und arbeitete unter anderem im Rahmen von Basketballprojekten in Aschaffenburg und Haibach als Jugendtrainerin.

### Nationalmannschaft
Mit der deutschen Nationalmannschaft nahm sie an den Europameisterschaftsendrunden 1995 und 1999 teil. 1998 gehörte sie zum deutschen Aufgebot bei der im eigenen Land ausgetragenen Weltmeisterschaft. Bei der WM wurde das Viertelfinale nur knapp verpasst. Pfeifer kam im Verlauf des WM-Turniers auf 5,3 Punkte je Begegnung. Zwischen 1993 und 2001 wurde sie in insgesamt 97 A-Länderspielen eingesetzt.